# Турка (Ивано-Франковская область)
Ту́рка (укр. Турка) — село в Пядикской сельской общине Коломыйского района Ивано-Франковской области Украины.

## История
В 1988 году здесь был построен общественно-торговый центр.
Население по переписи 2001 года составляло 2492 человека.